# Грембошув (Малопольское воеводство)
Грембо́шув (пол. Gręboszów) — село в Польше, находящееся в Домбровском повете Малопольского воеводства. Административный центр гмины Грембошув.

## География
Село располагается в 18 км от города Домброва-Тарновска и 64 км от города Кракова.

## История
С 1975 по 1998 года село входило в Тарнувское воеводство.

## Достопримечательности
- Церковь Непорочного Зачатия Пресвятой Девы Марии.

## Известные жители и уроженцы
- Бойко, Якуб (1857—1943) — польский общественный деятель, публицист и писатель.
- Сухарский, Генрик (1898—1946) — командующий обороной Вестерплатте.